# Hartouv
Hartouv (הרטוב) est une municipalité israélienne installée dans la vallée située entre la côte méditerranéenne et les Monts de Judée, à 2 km au Nord de Beït-Shemesh. Hartouv s'élève à une hauteur de 190 m d'altitude. Les premières maisons du lieu abritent aujourd'hui diverses institutions.
Les terres sont une première fois vendues par l'effendi de Ishwa (devenue plus tard le village de Eshtaol) à Alexander, consul d'Espagne à Jérusalem, qui en 1883 les revendra à une mission religieuse anglaise. En 1884, cette dernière y loge plusieurs familles juives dans le besoin venues de Jérusalem. Les missionnaires chrétiens proposent alors aux Juifs installés sur le terrain de financer la création d'une implantation agricole, à la condition que ces derniers se convertissent. Face au refus de conversion, la mission cesse son soutien aux familles, qui quittent alors les lieux après y avoir séjourné pendant 8 années.
L'histoire de Hartouv est liée au réveil des communautés juives de Bulgarie aux idées du sionisme, de la fin du XIXe siècle jusqu'au début du XXe siècle. En 1895, l'association juive bulgare "Shévet-Ahim" rachètent les terres de Hartouv, où 12 familles de Bulgarie s'installent. Les Bulgares étant considérés encore citoyens de l'empire ottoman, ce dernier permet aux familles d'inscrire le titre de propriété sur les terres à leur nom, non sans s'y opposer un premier temps du fait de la religion juive des acquéreurs. L'implantation alors développe de bonnes relations de voisinage avec la population arabe. C'est sur proposition de Eliezer Ben-Yehuda que le lieu est baptisé "Hartouv".
Les difficultés liées à l'approvisionnement en eau et le manque d'expérience des pionniers dans le domaine agricole amènent à l'effondrement économique de l'implantation. En 1910, une partie des terres est acquise par Y.L. Goldberg, leader du mouvement des Amants de Sion à Vilnius, qui y construit une propriété. Il soutient en parallèle financièrement la population de Hartouv, jusqu'au début de la Première Guerre mondiale. Le village traverse alors une nouvelle crise économique et les terres sont vendues au KKL. Les Britanniques y aménagent plus tard le premier accès aménagé reliant Hartouv à Shaar-Hagaï.
Lors des évènements de 1929, une partie de Hartouv est détruite par les Arabes du village voisin de Mahséya, et Hartouv évacué de ses habitants, qui durant une année séjournent à Tel-Aviv. En 1930, le village est reconstruit.
Avec la Guerre israélo-arabe de 1948, les femmes et les enfants sont transférés à Tel-Aviv. C'est au départ de Hartouv que le Bataillon du Lamed-Hé (ל"ה) part en renfort de Gush Etzion, le 16 janvier 1948. Le 20 mars de la même année, les forces israéliennes installées à Hartouv repoussent l'assaut combiné de la Légion arabe et des Frères musulmans d'Égypte. Mais le 15 mai 1948, les membres de la Hagana se replient sur Kfar-Ouria, et abandonné, Hartouv est détruit. Lors de l'Opération Hahar, en octobre 1948, Tsahal se réinstalle sur les terres, mais il n'y aura plus qu'une maigre réinstallation humaine sur les lieux.